# 印第安納瓊斯：命運輪盤
《印第安納瓊斯：命運輪盤》（英語：Indiana Jones and the Dial of Destiny）是一部2023年美國動作冒險片。該片為2008年電影《印第安納瓊斯：水晶骷髏王國》的續集、系列的第五部以及最後一部作品，由詹姆士·曼格執導，傑茲·巴特沃思、約翰-亨利·巴特沃斯和曼格編劇，哈里遜·福特、菲比·沃勒-布里奇、邁茲·米克森、湯瑪斯·柯瑞奇曼、波伊德·霍布魯克、香奈特·瑞妮·威爾森、陶比·瓊斯和安東尼奧·班德拉斯主演。
《印第安納瓊斯：命運輪盤》於2023年5月18日在第76屆坎城影展首映，由華特迪士尼工作室電影定於2023年6月30日美國上映。媒體與影評家對本片的評價普遍兩極，哈里遜·福特與邁茲·米克森的演出獲得評論家讚賞，負面評論則集中在分散的敘事和編劇重複歷代作品的慣例手法。票房表現與製作成本相抵盈餘欠佳，成為該系列唯一的票房炸彈作品。電影更入圍第44屆金酸莓獎共計兩個獎項。

## 劇情
1944年，考古學家印第安納·瓊斯與來自牛津大學的同事巴茲爾·蕭潛入由納粹德國佔領的法國阿爾卑斯山古堡，試圖從納粹黨手中奪得聖槍時被抓獲。然而納粹麾下的天體物理學家尤爾根·佛勒經過查證發現聖槍是贗品，但表示自己得到堪稱“神物”的「阿基米德輪盤」的一半，其由古希臘敘拉古的數學家阿基米德以安迪基西拉机械装置所打造，以偵測時空裂隙的形式來讓持有者進行時間旅行。過程中，瓊斯及時逃脫並跳入納粹運送掠奪品的火車，與多名納粹惡戰、救出巴茲爾的同時還從佛勒手中搶走輪盤，兩人在同盟軍攔截火車之前成功跳車逃跑。
1969年，現已年邁的瓊斯即將在紐約市亨特學院中退休，兒子穆特不久前在越戰中陣亡，便與妻子瑪麗安關係冰冷乃至分居。瓊斯一日突然受到巴茲爾的女兒、亦是自己的教女海倫娜前來拜訪，稱她打算詢問更多瓊斯與其父原先奪得的輪盤內幕。而瓊斯善意提醒海倫娜關於巴茲爾生前癡迷於輪盤的研究、卻最終精神失常的危險性，但海倫娜卻堅持要完成父親未盡的使命。與此同時，二戰時倖免的佛勒如今化名施密特，在戰後被美國中情局招募，協助美國宇航局完成登月計劃，同樣在全力尋找輪盤下落。佛勒派遣部下克萊伯跟蹤海倫娜至瓊斯的學院，也是瓊斯藏匿輪盤的地點。但海蓮娜揭示自己其實是文物走私客，扔下瓊斯獨自帶走輪盤準備到黑市拍賣。瓊斯緊接著被克萊伯陷害殺死兩名大學同事而遭到通緝，利用遊行隊伍逃跑後受老友薩拉協助，趕往海倫娜會去的摩洛哥丹吉爾。
瓊斯衝入海倫娜在丹吉爾酒店的非法拍賣會，但佛勒一行人搶走輪盤，迫使瓊斯、海倫娜以及其跟班泰迪駕駛機動三輪車緊追其後。佛勒雖然成功搶走輪盤，但得知美國方面將不會繼續協助他後，便帶領部下背叛殺光中情局隊伍獨立行動。而瓊斯三人搶先一步來到希臘找上瓊斯的老友雷納爾多，其身為一名專業潛水員，受他協助而共同下潛至愛琴海中的一處古羅馬船骸中，尋獲記載另一半輪盤位置的指南板「格拉飛科」。但佛勒緊隨其後登船殺死雷納爾多與其船員，威脅瓊斯幫他解讀格拉飛科的內容。海倫娜用所學解讀出大部分內容，但暗中點燃炸藥掩護自己、泰迪和瓊斯開船逃至西西里島。
泰迪不慎被後到的佛勒一方掳走，迫使瓊斯和海倫娜率先來到狄奥尼修斯之耳洞穴中找到阿基米德墓，不但從阿基米德遺體身上獲得另一半輪盤，還發現遺體手腕上佩帶著出自20世紀的手錶，證實輪盤能夠時間旅行。但佛勒尾隨進入墓穴將輪盤整體拼湊完成，槍傷瓊斯並將其挾持走，而海倫娜與泰迪則騎摩托跟在佛勒的車後面。佛勒向瓊斯揭示自己即將領軍靠輪盤穿越回1939年暗殺阿道夫·希特勒，計劃接管其元首位置並糾正其錯誤，進而引領納粹德國至二戰勝利。一行人來到最近的機場，集體換上黨衛隊服、搭上一架二戰時期的德軍轟炸機準備重返過去。海倫娜及時騎摩托爬上起落架藏在飛機內，而泰迪則駕駛小飛機緊追在後。當飛機靠近時空裂隙時，瓊斯突然意識到大陸漂移改變過時間線座標，因此眾人非但沒回1939年，反而穿越至阿基米德所來自的公元前212年。
公元前212年的西西里島正進行著敘拉古圍城戰，地面上交戰中的羅馬大軍以及迦太基，都將突然出現在空中的轟炸機當作是“龍”而將其擊落。瓊斯與海倫娜及時帶降落傘跳機逃生，留下佛勒與一眾部下集體跟著飛機墜毀在海岸邊而殞命。當時正在制造輪盤的阿基米德注意到海岸邊的飛機殘骸，從死去的佛勒遺體手上拿到手錶、以及未來完工的輪盤。阿基米德見到平安降落的瓊斯與海倫娜，願將輪盤還給瓊斯、而自己留著手錶，並解釋輪盤只會將使用者帶回公元前212年的當下，亦是阿基米德向未來求援的手段。而時空裂縫逐漸消失，生無可戀的瓊斯本打算留在過去，但歷經此次冒險而改變初衷的海倫娜不願扔下瓊斯，並且擔心會導致時間矛盾，因此只能將瓊斯打昏、抬上泰迪的飛機集體返回未來。
瓊斯醒後發現自己回到紐約的家中，傷勢康復以外還澄清罪名，海倫娜幫忙帶來瑪麗安以及薩拉一家人，讓瓊斯重新感受到一家團圓的幸福。當海倫娜和泰迪跟著薩拉一家人出去玩樂時，瓊斯拿回晾乾的牛仔帽，踏上自己的“全新冒險”。

## 演員
| 演員               | 角色          | 簡介 |
| ------------------ | ------------- | --- |
| 哈里遜·福特        | 印第安納·瓊斯 | 美國考古學家兼冒險家，歷經眾多冒險後變得年邁滄桑，在紐約市亨特學院教書。不久前兒子參與越戰時陣亡，導致他家庭破碎、從此變得失魂落魄。 |
| 菲比·沃勒-布里奇   | 海倫娜·蕭     | 瓊斯的教女，其友巴茲爾的女兒，小名「袋熊」。從瓊斯和亡父身上學會各種語言與考古知識，但並沒有繼承理念，反而靠所學來走私各種文物謀生。 |
| 邁茲·米克森        | 尤爾根·佛勒   | 前納粹科學家，二戰後化名“施密特”而在美國阿拉巴馬大學任教，協助過美國的登月計劃。年輕時曾與瓊斯爭奪過輪盤，企圖靠此“改變命運”。       |
| 安東尼奧·班德拉斯  | 雷納爾多      | 瓊斯的舊友，居於希臘的一名勇敢船長，也是當地最優秀的專業潛水員。                                                                     |
| 約翰·里斯-戴維斯   | 薩拉          | 瓊斯的摯友，來自埃及的考古愛好者，與瓊斯經歷過不止一次冒險。如今帶領家人移民到紐約，當起計程車司機。                                 |
| 香奈特·瑞妮·威爾森 | 梅森          | 美國中情局特工，受令與佛勒一行人合作，推動他幫美國完成登月計劃。                                                                     |
| 湯瑪斯·柯瑞奇曼    | 韋伯上校      | 納粹親衛隊上校，在歐洲擄掠大量價值文物與財寶，佛勒在二戰期間的上級。                                                                 |
| 陶比·瓊斯          | 巴茲爾·蕭     | 牛津大學考古學家，海倫娜的父親，瓊斯的好友。生前曾因研究輪盤導致走向極端，囑託過瓊斯將其銷毀。                                       |
| 波伊德·霍布魯克    | 克萊伯        | 佛勒的左右手兼主要執行者，是一名頭腦簡單、殺人不眨眼的新納粹主義分子。                                                               |
| 奧利維爾·里希特斯  | 豪克          | 佛勒的部下，人高馬大的壯漢，一向處理體力活。                                                                                         |
| 伊森·伊西多爾      | 泰迪·庫馬爾   | 來自摩洛哥的少年，海倫娜的跟班，手腳輕快的扒手，同時會各種駕駛技術。                                                                 |

## 製作

### 選角
2021年4月，菲比·沃勒-布里奇和邁茲·米克森加入演員陣容。5月，湯瑪斯·柯瑞奇曼、波伊德·霍布魯克和香奈特·瑞妮·威爾森加入演員陣容。6月，據片場照透露陶比·瓊斯為演員陣容之一。7月，安東尼奧·班德拉斯加入演員陣容。

### 拍攝
主體拍攝於2021年6月初在英國的松林製片廠和班堡城堡開始進行，2022年2月26日完成。

## 音樂
2016年6月，史匹柏確認約翰·威廉斯將回歸為電影作曲。

## 發行
《印第安納瓊斯：命運輪盤》由華特迪士尼工作室電影定於2023年6月30日在美國上映。此前，上映日期曾定於2019年7月19日、2020年7月10日、2021年7月9日以及2022年7月29日。

## 迴響

### 評價
《印第安納瓊斯：命運輪盤》在第76屆坎城影展首映後，獲得普遍兩極的評價，參與評論的主流評論家多認為電影的整體魅力不如系列前三作，批評編劇存在著老調重彈和過於分散的問題，但讚美哈里遜·福特與邁茲·米克森的演出表現，菲比·沃勒-布里奇的表現、動作戲橋段則獲得分化評論。電影在爛番茄網站上基於429篇影評，新鮮度70%，平均得分6.4／10，網站影評家共識為：「它並不像早期的冒險那樣激動人心，但看見哈里遜·福特回歸的懷舊之情，幫助《印第安納瓊斯：命運輪盤》發現了最後的一些電影寶藏。」。在Metacritic上，電影根據65位影評的打分而獲得58分（滿分100），代表「好壞兩極分化的評價」。

### 票房
| 上一届： 《蜘蛛人：穿越新宇宙》              | 2023年美國週末票房冠軍 第26週 | 下一届： 《陰兒房：鬼門陰深處》            |
| 上一届： 《閃電俠》                          | 2023年香港一週票房冠軍 第26週 | 下一届： 《職業特工隊：死亡清算上集》      |
| 上一届： 《閃電俠》                          | 2023年香港週末票房冠軍 第27週 | 下一届： 《不可能的任務：致命清算 第一章》 |
| 上一届： 《蜘蛛人：穿越新宇宙》              | 2023年台北週末票房冠軍 第27週 | 下一届： 《不可能的任務：致命清算 第一章》 |
| 上一届： 《東京復仇者2 血腥萬聖節篇 -决战-》 | 2023年日本週末票房冠軍 第27週 | 下一届： 《蒼鷺與少年》                    |

## 獎項
其他獎項請見《印第安納瓊斯：命運輪盤》獲獎與提名列表。
| 年份 | 頒獎典禮           | 獎項         | 入圍者      | 結果 |
| ---- | ------------------ | ------------ | ----------- | ---- |
| 2024 | 第96屆奧斯卡金像獎 | 最佳原创配樂 | 約翰·威廉斯 | 提名 |

## 外部連結
- 互联网电影数据库（IMDb）上《印第安納瓊斯：命運輪盤》的资料（英文）
- 爛番茄上《印第安納瓊斯：命運輪盤》的資料（英文）
- AllMovie上《印第安納瓊斯：命運輪盤》的资料（英文）
- Box Office Mojo上《印第安納瓊斯：命運輪盤》的資料（英文）
- Metacritic上《印第安納瓊斯：命運輪盤》的資料（英文）
- 開眼電影網上《印第安納瓊斯：命運輪盤》的資料（繁體中文）
- 豆瓣电影上《印第安納瓊斯：命運輪盤》的資料 （简体中文）